# Christmas Tree Farm
«Christmas Tree Farm» («Ёлочная ферма») — рождественская песня американской певицы Тейлор Свифт. Песня была выпущена как отдельный сингл 6 декабря 2019 года вместе с вышедшим в тот же день видеоклипом.
«Christmas Tree Farm» вошла в официальные чарты нескольких стран, включая Австралию, Бельгию, Канаду, Венгрию, Ирландию, Великобританию и США. Критики высоко оценили праздничный текст и продакшн песни. Музыкальное видео на песню представляет собой компиляцию домашних видеороликов, в которых запечатлены дни детства Свифт на ёлочной ферме, где она выросла. В клипе представлены она сама, её брат Остин Свифт и их родители.

## История создания
«Christmas Tree Farm» написана, записана и выпущена Свифт менее чем за неделю. Певица написала песню 1 декабря 2019 года и записала её 2—3 декабря 2019 года в London Lane Studios в Лондоне вместе с английским продюсером Джимми Нейпсом. Песня была анонсирована на шоу Good Morning America 5 декабря 2019 года и выпущена в полночь следующего дня вместе с музыкальным клипом.
22 ноября 2021 года Свифт объявила о выходе новой версии песни на Good Morning America. Она была выпущена в тот же день эксклюзивно на Amazon Music.

## Композиция
«Christmas Tree Farm» — это поп-песня в быстром темпе. Песня длится три минуты сорок восемь секунд и состоит из двух частей. Вступление начинается в более медленном темпе, похожем на балладу, и проходит через серию тактовых размеров в 4
4, 5
4 и 3
4. После этого начинается основная быстрая часть песни. Свифт исполняет её в тональности соль мажор с вокалом от D3 до G5. Текст песни сосредоточен вокруг духа Рождества, романтики, семьи и ностальгии, особенно детства Свифт, когда она росла на ёлочной ферме своего отца.

## Критика
«Christmas Tree Farm» получила положительные отзывы после релиза. Алисса Бейли из Elle назвала её заразительной поп-песней, но всё же личным праздничным треком с «весёлым» и романтическим текстом. Мишель Мендес в Elite Daily похвалила Свифт, заявив, что она «чертовски хороший автор песен» и что текст песни «заставит любого почувствовать ностальгию по праздникам, проведённым дома с семьёй». Описывая песню как романтическую и ностальгическую, Эрик Хегедус из New York Post выразил мнение, что «свежий» сингл служит восторженным любовным письмом «родственной душе, которая приносит чувство тоски в её [Свифт] сердце».

## Коммерческий успех
В США «Christmas Tree Farm» собрала 7,7 миллиона стрим-потоков в первую неделю. Песня дебютировала на второй позиции в чарте Billboard Digital Songs с 26 000 проданными цифровыми загрузками. Для Свифт это было 49-е по счёту попадание в первую десятку чарта, рекорд за всё время. Далее песня заняла 59-е место в чарте Billboard Hot 100, став 96-й записью Свифт в чарте, что является вторым по величине показателем для певиц в истории Hot 100 после рэперши Ники Минаж; Свифт впоследствии превзошла Минаж. Песня также дебютировала под номером 25 и достигла третьей строчки в чарте Billboard Adult Contemporary.
Сингл достиг 13-й позиции в Хорватии, 16-й в Шотландии, 23-й во Фландрии, 29-й в Венгрии, 51-й в Ирландии, 55-й в Canadian Hot 100, 71-й в Великобритании, 96-й в Австралии. К Рождеству 2020 года песня снова вошла в UK Singles Chart под номером 95 в декабре 2020 года. «Christmas Tree Farm» также дебютировала на 147-й строчке в чарте Billboard Global 200, который был создан в 2020 году.

## Музыкальное видео
Музыкальное видео было срежиссировано и спродюсировано самой Свифт. Ёлочная ферма в названии песни, на обложке и на видео — это ферма Пайн-Ридж, расположенная в городке Камру (округ Беркс, штат Пенсильвания, США). Именно здесь Свифт провела детские годы, откуда переехала в соседний Вайомиссинг (штат Пенсильвания), а затем в Хендерсонвилл (Теннесси). Клип, состоящий из домашних видео из детства Свифт, демонстрирует саму певицу, её брата Остина, а также её родителей Андреа и Скотта. Лирическое видео на песню было выпущено вместе с песней и музыкальным клипом 6 декабря 2019 года. 23 декабря вышел ролик о создании песни.

## Живые выступления
Свифт впервые исполнила песню 8 декабря 2019 года в рамках своего сет-листа на Jingle Bell Ball 2019 в Лондоне. 13 декабря, в день своего рождения, певица исполнила композицию на балу Jingle Ball iHeartRadio Z100 в Нью-Йорке. Это выступление было записано и выпущено в цифровом формате 19 декабря 2020 года.

## Участники записи
Сведения адаптированы из Tidal.
- Тейлор Свифт — вокал, автор песен, продюсер
- Джимми Нейпс — продюсер, бэк-вокал, фортепиано
- Сербан Генеа — микшер, персонал студии
- Джон Хейнс — звукорежиссёр, персонал студии
- Гас Пирелли — звукоинженер, бас-гитарист, персонал студии
- Джейми Макэвой — помощник звукооператора, персонал студии
- Джозеф Уондер — помощник звукооператора, персонал студии
- Уилл Пёртон — помощник звукооператора, персонал студии
- Брюс Уайт — альт
- Джоди Миллинер — бас-гитара
- Иэн Бёрдж — виолончель
- Крис Лоуренс — контрабас
- Эш Соан — ударные
- Джон Тэргуд, Лоуренс Дэвис, Мартин Оуэн — валторна
- Саймон Хэйл — струнная аранжировка
- Лоуренс Джонсон — вокальная аранжировка
- Кэнис-Мими Отохво, Дестини Найт-Скотт, Гленн Татенда Гвазаи, Джессика Мэй Обиоха, Лоррен Бриско, Марго Мишель, Пол Ли, Тарна Рене Джонсон, Теила Дэниел, The LJ Singers, Трэвис Джей Коул, Уэйн Эрнандес, Венди Роуз — бэк-вокал

## Чарты
| Чарт (2019—2020)                      | Высшая позиция |
| ------------------------------------- | -------------- |
| Австралия (ARIA)                      | 96             |
| Бельгия/Фландрия (Ultratop 50)        | 23             |
| Канада (Billboard Canadian Hot 100)   | 55             |
| Канада (Billboard AC Airplay)         | 8              |
| Канада (Billboard CHR/Top 40)         | 49             |
| Канада (Billboard Hot AC)             | 35             |
| Хорватия (HRT)                        | 13             |
| Европа (Billboard Euro Digital Songs) | 16             |
| Мир (Billboard Global 200)            | 147            |
| Венгрия (Single Top 40)               | 29             |
| Ирландия (IRMA)                       | 51             |
| Новая Зеландия (NZ Hot Singles)       | 9              |
| Шотландия (Scottish Singles Chart)    | 16             |
| Швейцария (Schweizer Hitparade)       | 99             |
| Великобритания (UK Singles Chart)     | 71             |
| США (Billboard Hot 100)               | 59             |
| США (Billboard Adult Contemporary)    | 3              |
| США (Billboard Adult Top 40)          | 40             |
| США (Billboard Holiday 100)           | 19             |
| США (Rolling Stone Top 100)           | 65             |

## История релиза
| Страна | Дата               | Версия                                | Формат                     | Лейбл    | Прим.  |
| ------ | ------------------ | ------------------------------------- | -------------------------- | -------- | ------ |
| Мир    | 6 декабря 2019 г.  | Оригинал                              | Цифровые загрузки стриминг | Republic | [ 28 ] |
| Мир    | 27 ноября 2020 г.  | Оригинал                              | Picture disc               | Republic | [ 43 ] |
| Мир    | 19 декабря 2020 г. | Live на iHeart Radio Jingle Ball 2019 | Цифровые загрузки стриминг | Republic | [ 44 ] |
| Мир    | 22 ноября 2021 г.  | Old Timey Version                     | (эксклюзив Amazon Music)   | Republic | [ 45 ] |